# Camillo Guidi di Bagno

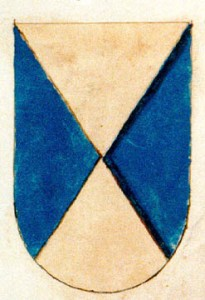
Stemma Guidi di Bagno

Camillo Guidi di Bagno (Mantova, ... – forse 1623) è stato un condottiero italiano.

## Biografia
Era figlio di Giovanfrancesco Guidi di Bagno, al servizio dei Gonzaga, di Guido II Guidi di Bagno e di Cornelia della Torre.
Fu scudiero di Cosimo I de' Medici e fu tra coloro che lo scortarono a Roma per ricevere la corona di granduca di Toscana dalle mani di papa Pio V. Nel 1570 venne creato cavaliere dell'Ordine di Santo Stefano e nel 1572 Gran Cancelliere. Nel 1576 venne privato di ogni grado a causa di un delitto commesso ai danni di una donna di nome Giulia, che lo aveva respinto. Per questo abbandonò Firenze e di lui non si seppe più nulla.
Morì in circostanze misteriose, forse nel 1623.